# Valčice (potok)
Valčice je levostranný přítok řeky Chrudimky v okresech Žďár nad Sázavou a Chrudim. Délka toku činí 6,3 km. Plocha povodí měří 11,3 km².

## Průběh toku
Potok pramení na severozápadním úbočí Kamenného vrchu (803 m n. m.) v nadmořské výšce okolo 725 m. Na horním a středním toku směřuje převážně severním směrem zalesněnou krajinou. Zhruba na čtvrtém říčním kilometru zadržuje jeho vody rybník Malý Černý. Na dolním toku, severovýchodně od osady Zalíbené, se potok stáčí na severovýchod. V tomto úseku vytváří četné zákruty. Do Chrudimky se potok v minulosti vléval mezi Studnicemi a Vortovou na 95,9 říčním kilometru. Od roku 1912, kdy byla na Chrudimce dokončena stavba Hamerské přehrady, vzdouvá hladina vodního díla nejspodnější část toku Valčice. Současné ústí potoka se nachází zhruba půl kilometru nad bývalým ústím v nadmořské výšce 597,9 m.

### Geomorfologické členění
Celé povodí Valčice se nachází ve Žďárských vrších, které jsou geomorfologickým podcelkem Hornosvratecké vrchoviny. Horní tok Valčice spolu s Městeckým potokem a řekou Sázavou odvodňují nejzápadnější část geomorfologického okrsku Devítiskalská vrchovina. Na středním a dolním toku protéká potok východní částí Hlinecké stupňoviny, která je okrskem v západní části Žďárských vrchů. Nejvyšším bodem celého povodí je Kamenný vrch (803 m n. m.). Valčice odvodňuje jeho severozápadní svahy.